# 沙皇格勒峰

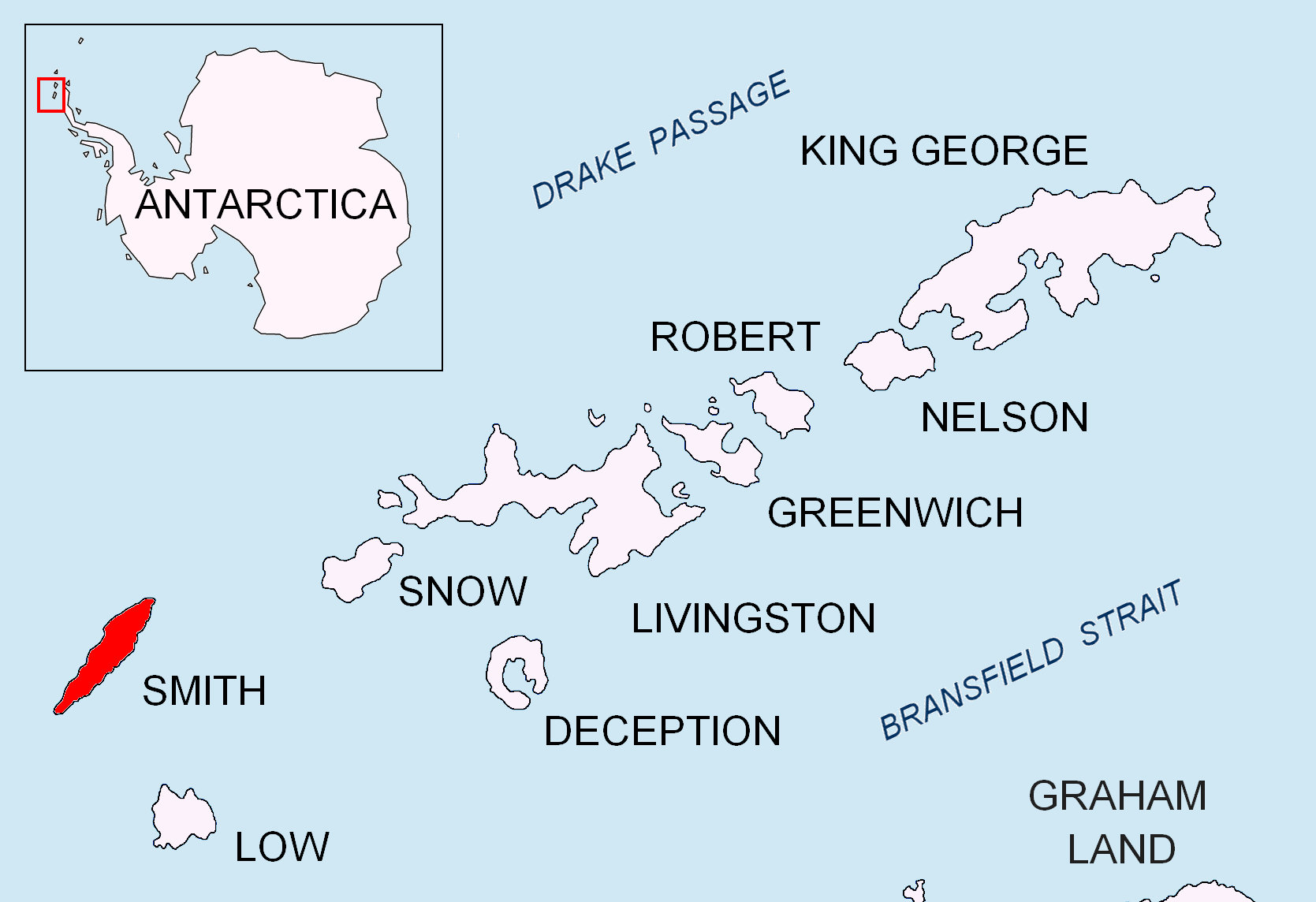

63°00′53″S 62°34′42″W / 63.01472°S 62.57833°W
沙皇格勒峰是南極洲的山峰，位於南設得蘭群島的史密斯島，處於佛斯特山西南面2.5公里、斯拉韋科夫峰以南0.55公里和內奧菲特峰東北面0.6公里，屬於伊梅昂山脈的一部分，海拔高度1,760米，現時由南極條約體系管理。